# Coop et Cami
Coop et Cami (Coop and Cami Ask the World) est une série télévisée américaine en 49 épisodes de 22 minutes créée par Boyce Bugliari et Jamie McLaughlin et diffusée entre le 12 octobre 2018 et le 11 septembre 2020 sur Disney Channel.
En France, elle est diffusée à partir du 17 février 2019 sur Disney Channel France, et au Québec à partir du 6 septembre 2019 sur La Chaîne Disney.

## Synopsis
Cooper et Cami Wrather sont frère et sœur et ils aiment les questions et détestent prendre des décisions. Ainsi, ils ont recours à leur émission sur internet Vous préférez quoi ? (Would You Rather en version originale) pour interroger leurs abonnés afin de trouver des réponses à tous leurs dilemmes, comme par exemple « Préféreriez-vous avoir de la dinde ou du thon pour le déjeuner ? » ou encore « Préféreriez-vous ne pas parler à votre meilleur ami pendant un mois ou passer une heure avec votre pire ennemi à l'endroit de son choix ? ». Tous les membres de la famille participent à leurs vidéos - à l'exception de leur sœur aînée, Charlotte, qui craint d'être ridiculisée si elle y apparaissait. D'autre part, leur petit frère Ollie sert souvent et volontairement de cobaye pour appliquer les choix des abonnés et même leur mère, Jenna, n'est jamais réticente à l'idée de figurer dans leurs vidéos. Accompagné par le meilleur ami de Cooper, Fred, les Wrather se conformeront toujours au vote de leur auditoire : menant ainsi leur vie, une question à la fois.

## Distribution
- Dakota Lotus (VFB : Circé Lethem puis Arthur Dubois) : Cooper « Coop » Wrather[3]
- Ruby Rose Turner (VFB : Aaricia Dubois) : Cameron « Cami » Wrather[3]
- Olivia Sanabia (VFB : Marie Braam) : Charlotte Wrather[3]
- Albert Tsai (en) (VFB : Esteban Oertli) : Fred[3]
- Paxton Booth (VFB : Shérine Seyad) : Ollie Wrather[3]
- Rebecca Metz (en) (VFB : Fabienne Loriaux) : Jenna Wrather[3]
- Kevin Daniels (VFB : Martin Spinhayer) : Principal Walker
- Jayden Barlels : Payton, petite amie de Cooper
- Gianni DeCenzo : Caleb, petit copain de Charlotte
- Tessa Espinola : Pam, l'assistante de Cami
- Reece Caddell : Minty, la rivale de Cami (saison 1)
- Trinitee Stokes (en) : Neve, la petite amie de Fred
- Gabriella Graves : Delaware, l'amie de Cami

## Production
Le feu vert a été donné à la série le 4 mai 2018, pour une première diffusion à l'automne 2018. Boyce Bugliari et Jamie McLaughlin sont les show runners et producteurs exécutifs de la série,. Le 17 août 2018, la date de première diffusion a été dévoilée, le premier épisode est diffusé le 12 octobre 2018 sur Disney Channel.
En préparation de la première, la série comporterait une série de défis lors d'un événement spécial commençant le 17 août 2018, au cours duquel le public pourrait voter sur les réseaux sociaux pour choisir le clip vidéo de la série qu'il souhaiterait voir diffusé sur la chaîne.
La série est produite par la société de production It's a Laugh Productions.
Le 25 janvier 2019, il a été annoncé que Disney Channel renouvelait la série pour une deuxième saison[réf. souhaitée].
Le 31 juillet 2020, il est annoncé que la série ne serait pas renouvelée pour une troisième saison.

## Épisodes
| Saison | Saison | Épisodes | États-Unis      | États-Unis        |
| Saison | Saison | Épisodes | Début           | Fin               |
| ------ | ------ | -------- | --------------- | ----------------- |
|        | 1      | 21       | 12 octobre 2018 | 13 avril 2019     |
|        | 2      | 28       | 5 octobre 2019  | 11 septembre 2020 |

### Saison 1 (2018-2019)
Tous les épisodes en langue originale commencent par le préfixe « Would You Rather… » en référence à la question posée par Coop et Cami dans chaque épisode.
| No | #  | Titre français                | Titre original                                       | Diffusion originale | Code prod. |
| -- | -- | ----------------------------- | ---------------------------------------------------- | ------------------- | ---------- |
| 1  | 1  | Un rendez-vous gênant         | Would You Wrather Take Your Mom to the School Dance? | 12 octobre 2018     | 101        |
| 2  | 2  | Le secret de Cami             | Would You Wrather Have a Hippo?                      | 19 octobre 2018     | 102        |
| 3  | 3  | Bricoleur du dimanche         | Would You Wrather Put a Sock in It?                  | 26 octobre 2018     | 103        |
| 4  | 4  | Les Glamtronics               | Would You Wrather Have Potato Pants?                 | 2 novembre 2018     | 104        |
| 5  | 5  | Mon ami le directeur          | Would You Wrather Be the Principal's BFF?            | 9 novembre 2018     | 105        |
| 6  | 6  | À la recherche d‘Oliver       | Would You Wrather Get Lost?                          | 16 novembre 2018    | 106        |
| 7  | 7  | Le Bowl-luge                  | Would You Wrather Build a Sled?                      | 30 novembre 2018    | 109        |
| 8  | 8  | Noël chez les Wrather         | Would You Wrather Get a Moose Angry?                 | 7 décembre 2018     | 111        |
| 9  | 9  | Message codé                  | Would You Wrather Be Orange?                         | 19 janvier 2019     | 110        |
| 10 | 10 | Escape Game                   | Would You Wrather Escape?                            | 26 janvier 2019     | 108        |
| 11 | 11 | La patinoire                  | Would You Wrather Be the Heart or the Hammer?        | 2 février 2019      | 107        |
| 12 | 12 | Le déménagement               | Would You Wrather Move to Canada?                    | 9 février 2019      | 112        |
| 13 | 13 | Nouvelle amitié               | Would You Wrather Lose a Luau?                       | 16 février 2019     | 114        |
| 14 | 14 | La mauvaise note              | Would You Wrather Have a Beard?                      | 23 février 2019     | 113        |
| 15 | 15 | Comme des poissons dans l’eau | Would You Wrather Catch a Fish?                      | 2 mars 2019         | 115        |
| 16 | 16 | Le voleur d‘ami               | Would You Wrather Face Your Fear?                    | 9 mars 2019         | 116        |
| 17 | 17 | Dans la tête de Cami          | Would You Wrather Wreck a Record?                    | 16 mars 2019        | 117        |
| 18 | 18 | Tous les coups sont permis    | Would You Wrather Back Down?                         | 23 mars 2019        | 118        |
| 19 | 19 | L'audition                    | Would You Wrather Have Dance Face?                   | 30 mars 2019        | 119        |
| 20 | 20 | Le sens des priorités         | Would You Wrather Just Dance?                        | 6 avril 2019        | 120        |
| 21 | 21 | Entraide                      | Would You Wrather Help a Wrather?                    | 13 avril 2019       | 121        |

### Saison 2 (2019-2020)
| No | #  | Titre français            | Titre original                                      | Diffusion originale | Code prod. |
| -- | -- | ------------------------- | --------------------------------------------------- | ------------------- | ---------- |
| 22 | 1  | Le plagiat                | Would You Wrather Catch an Evil Bunny?              | 5 octobre 2019      | 205        |
| 23 | 2  | Un frère pour deux        | Would You Wrather Sing or Fly?                      | 12 octobre 2019     | 201        |
| 24 | 3  | Une nouvelle recrue       | Would You Wrather Be the Weakest Link?              | 19 octobre 2019     | 202        |
| 25 | 4  | Une place en or           | Would You Wrather Get a Selfie?                     | 26 octobre 2019     | 204        |
| 26 | 5  | Le test                   | Would You Wrather Have a Frozen Phone?              | 2 novembre 2019     | 206        |
| 27 | 6  | Tableau d'honneur         | Would You Wrather Get High Honors?                  | 9 novembre 2019     | 209        |
| 28 | 7  | Piégée                    | Would You Wrather Be Caught in the Middle?          | 16 novembre 2019    | 210        |
| 29 | 8  | Négociations              | Would You Wrather Live in an Igloo?                 | 23 novembre 2019    | 208        |
| 30 | 9  | Perdre ses cadeaux        | Would You Wrather Lose Your Presents?               | 7 décembre 2019     | 207        |
| 31 | 10 | Le skate en rond          | Would You Wrather Skate Circles Around Your Sister? | 23 mars 2020        | 219        |
| 32 | 11 | La cachette parfaite      | Would You Wrather Watch a Ferret?                   | 24 mars 2020        | 211        |
| 33 | 12 | Le débat                  | Would You Wrather Take a Dive?                      | 25 mars 2020        | 212        |
| 34 | 13 | Le record du monde        | Would You Wrather Have a World Record?              | 26 mars 2020        | 213        |
| 35 | 14 | Fêter ses 13 ans          | Would You Wrather Turn 13?                          | 27 mars 2020        | 214        |
| 36 | 15 | Dires ses quatre vérités  | Would You Wrather Trash a Friend?                   | 3 avril 2020        | 215        |
| 37 | 16 | Et si maman le découvre ? | Would You Wrather Have Mom Bust You Out?            | 10 avril 2020       | 216        |
| 38 | 17 | Perdre son meilleur ami   | Would You Wrather Lose Your Bestie?                 | 1er juin 2020       | 222        |
| 39 | 18 | L'admiratrice secrète     | Would You Wrather Have a Secret Admirer?            | 2 juin 2020         | 223        |
| 40 | 19 | La vie avec Kramsky       | Would You Wrather Live with Kramsky?                | 3 juin 2020         | 218        |
| 41 | 20 | Le bal de promo           | Would You Wrather Go to Prom?                       | 4 juin 2020         | 225        |
| 42 | 21 | Dire au revoir            | Would You Wrather Say Goodbye?                      | 5 juin 2020         | 224        |
| 43 | 22 | La récompense             | Would You Wrather Dress Like a Pilgrim?             | 12 juin 2020        | 226        |
| 44 | 23 | Evasion Basson            | Would You Wrather Crash a Wedding?                  | 19 juin 2020        | 227        |
| 45 | 24 | L'été de Fred et Coop     | Would You Wrather Rip Your Pants?                   | 26 juin 2020        | 228        |
| 46 | 25 | Être un Wagner            | Would You Wrather Be the Wagners?                   | 17 juillet 2020     | 217        |
| 47 | 26 | Un cochon Cow-boy         | Would You Wrather Habbe a Pig in a Cowboy Hat?      | 7 août 2020         | 220        |
| 48 | 27 | Le déménagement           | Would You Wrather Move?                             | 14 août 2020        | 221        |
| 49 | 28 | Jour de neige             | Would You Wrather Have a Snow Day?                  | 11 septembre 2020   | 203        |

## Audiences
La série présente des audiences particulières pour la chaîne Disney Channel. Pour la première fois, une série obtient un score inférieur à un million de téléspectateurs pour un premier épisode de série, une audience bien inférieure aux premiers épisodes des séries Le Monde de Riley (5,16 millions), Best Friends Whenever (3,54 millions), Camp Kikiwaka (4,24 millions), Harley, le cadet de mes soucis (2,81 millions), Frankie et Paige (2,41 millions) et Andi (1,24 million).
Cependant, la série arrive dans une situation où les jeunes générations se dirigent beaucoup plus vers les services de streaming comme Netflix, Hulu ou Amazon Prime Video, et où les audiences de la chaîne sont de moins en moins bonnes, faisant rentrer la série dans les moyennes d'audiences de Disney Channel actuellement. Les audiences ne sont donc pas totalement catastrophiques, et la série peut trouver un nouveau public avec l'arrivée prochaine du service de streaming légal Disney+.
De plus, la série n'a finalement pas connu d'érosion d'audience après le premier épisode, « Would You Wrather Be the Heart or the Hammer? » contrairement à celles qui l'ont précédé qui ont dans la majeure partie des cas divisé leur audience par deux dans les épisodes suivant le premier.
| Saison | Épisodes | Lancement         | Lancement       | Fin de saison     | Fin de saison   |
| Saison | Épisodes | Date de diffusion | Téléspectateurs | Date              | Téléspectateurs |
| ------ | -------- | ----------------- | --------------- | ----------------- | --------------- |
| 1      | 21       | 12 octobre 2018   | 649 000         | 13 avril 2019     | 522 000         |
| 2      | 28       | 5 octobre 2019    | 507 000         | 11 septembre 2020 | 425 000         |